# Simon-Victor Tonyé Bakot
Pour les articles homonymes, voir Tonyé.
Ne doit pas être confondu avec Simon Tonyé.
Simon-Victor Tonyé Bakot, né le 24 mars 1947 à Makomol (commune d'Éséka dans la Région du Centre) est un prélat catholique camerounais, successivement évêque auxiliaire de Douala, évêque d'Édéa de 1993 à 2003, archevêque de Yaoundé de 2003 à 2013, puis archevêque émérite de Yaoundé.

## Biographie
Il est ordonné prêtre le 15 juillet 1973. Le 26 janvier 1987 il est nommé évêque auxiliaire de Douala et évêque titulaire de Siminina (de), puis il est nommé évêque d'Édéa le 22 mars 1993. Le 18 octobre 2003 il est nommé archevêque de Yaoundé, charge dont il démissionne le 29 juillet 2013, à la suite d'accusations portant sur sa gestion du patrimoine foncier de la province épiscopale. Jean Mbarga lui succède.
Il célèbre ses cinquante années de sacerdoce le 22 juillet 2023 à Eséka. Et à l’occasion de cette célébration, une messe d’action de grâce et de remerciements à Dieu est dite en la cathédrale Notre Dame de Fatima d’Eséka.

## Prises de position
Le 25 décembre 2005, l'archevêque dresse un virulent réquisitoire contre l'homosexualité au Cameroun, une homélie très remarquée.

## Succession apostolique
Simon-Victor Tonyé Bakot a ordonné les évêques suivants :
- Évêque Christophe Zoa (2007)
- Évêque Sosthène Léopold Bayemi Matjei (2010)